# Вареш (громада)
Вареш (хорв. і босн. Opština Vareš, серб. Општина Вареш) — громада  у Боснії і Герцеговині, розташована в Зеніцько-Добойському кантоні Федерації Боснії і Герцеговини. Адміністративним центром є місто Вареш.
| Боснія і Герцеговина | Це незавершена стаття з географії Боснії і Герцеговини. Ви можете допомогти проєкту, виправивши або дописавши її. |